# Kim In-seong
Kim In-seong (hangul: 김인성; Seúl, 12 de julio de 1993), mejor conocido con su nombre artístico In Seong (인성), es un cantante, actor y bailarín surcoreano. Es miembro del grupo SF9.

## Biografía
Su mamá es maestra de inglés, por lo que habla fluido el inglés.
Estudió una maestría en periodismo y comunicación en la Universidad de Kyung Hee.

## Carrera

### Música
Es miembro del sello "FNC Entertainment".
El 5 de octubre de 2016 debutó con la boyband surcoreana SF9 junto a Youngbin, Jaeyoon, Dawon, Rowoon, Zuho, Hwiyoung, Taeyang y Chani. En el grupo In Seong es el vocalista principal y uno de los bailarínes.

### Televisión
En 2016 se unió al elenco de la miniserie Click Your Heart donde participó junto a Zuho, Chani, Rowoon y Dawon.
En octubre de 2017 se unió al elenco recurrente de la serie 20th Century Boy and Girl donde interpretó a Gong Ji-won de joven. Papel interpretado por el actor Kim Ji-suk de adulto.

## Filmografía

### Series de televisión
| Año  | Título                    | Personaje              | Notas                      |
| ---- | ------------------------- | ---------------------- | -------------------------- |
| 2020 | Dok Go Bin Is Updating    | Ha Deok-ho             | 12 episodios - (serie web) |
| 2020 | Was It Love?              | Kim In-seong           | ep. #6                     |
| 2017 | 20th Century Boy and Girl | Gong Ji-won (de joven) |                            |
| 2016 | Click Your Heart          | Kim In-seong           | 6 episodios - (serie web)  |

### Apariciones en programas
| Año  | Título                          | Notas                                                     |
| ---- | ------------------------------- | --------------------------------------------------------- |
| 2020 | Battle Trip                     | junto a Chani, Dawon y Rowoon                             |
| 2019 | King of Mask Singer             | ep. "Seollal Idol Special" - participó como "John Lennon" |
| 2017 | Countryside Bakery              | ep. #7 - invitado                                         |
| 2017 | 마스크팩싱어 "Mask Pack Singer" | ep. #5 - invitado - junto a Jaeyoon                       |
| 2016 | D.O.B                           | participante - junto a "NEOZ Dance"                       |

### Radio
| Año  | Programa                        | Notas                                  |
| ---- | ------------------------------- | -------------------------------------- |
| 2017 | Lee Hongki Kiss The Radio       | junto a Jaeyoon, Dawon, Taeyang y Zuho |
| 2017 | Kangta's Starry Night Radio     | junto a Jaeyoon, Dawon y Rowoon        |
| 2017 | PowerFM Park SeoHyun's LoveGame |                                        |